# Thamithericles genisflammeis
Thamithericles genisflammeis är en insektsart som beskrevs av Marius Descamps 1977. Thamithericles genisflammeis ingår i släktet Thamithericles och familjen Thericleidae. Inga underarter finns listade i Catalogue of Life.